# Ana Cunha
Ana Maria do Socorro Magno Cunha, conhecida como Ana Cunha (Barcarena (Pará), 25 de fevereiro de 1965), é uma médica e política brasileira, filiada ao Partido da Social Democracia Brasileira (PSDB). É deputada estadual do Pará, com base política no município de Barcarena.

## Biografia
É filha do ex-prefeito de Barcarena Laurival Campos Cunha e Zita Cunha, além de irmã do ex-prefeito Laurival Magno Cunha, conhecido como Laurivalzinho. Formada em medicina, Ana Cunha é casada com Cláudio Portugal, com quem tem duas filhas.

## Carreira Política
Assume seu primeiro cargo público em 2001, quando foi indicada pelo seu irmão, Laurivalzinho, então prefeito de Barcarena, como secretária de assistência social.
Ana Cunha concorre pela primeira vez a um cargo eletivo em 2002, quando se candidatou ao cargo de deputada estadual pelo PMDB, sendo eleita com 35.449 votos, o que lhe garantiu a 5ª maior votação no estado.
Nas eleições de 2006, já filiada ao PSDB, foi reeleita com 47.468 votos, sendo a 7ª deputada mais votada do Pará. Durante esse mandato, atuou na oposição ao governo da então governadora Ana Júlia Carepa (PT) na Assembleia Legislativa do Estado do Pará.
Em 2010, conquistou seu terceiro mandato consecutivo, sendo reeleita com 35.336 votos, e passou a integrar a base de apoio do governador eleito Simão Jatene (PSDB). Já em 2014, foi novamente reeleita, com 50.491 votos, confirmando sua força política no estado.
Nas eleições de 2018, conquistou seu quinto mandato, com 41.610 votos, sendo a 3ª mais votada do PSDB naquele pleito.
Em 2020, disputou pela primeira vez um cargo no Executivo, concorrendo à prefeitura de Barcarena. Obteve 13.418 votos, ficando em 3º lugar na disputa.
Em 2022, foi eleita para seu sexto mandato consecutivo como deputada estadual, com 55.725 votos, tornando-se a primeira mulher a alcançar esse número de mandatos consecutivos no Legislativo paraense.

## Presidente da UNALE e Secretária de Estado
Em maio de 2016, durante seu quarto mandato como deputada, Ana Cunha foi eleita presidente da União Nacional dos Legisladores e Legislativos Estaduais (UNALE), sendo a primeira paraense a presidir esse colegiado. No entanto, renunciou ao cargo em dezembro do mesmo ano para assumir a Secretaria de Estado de Assistência Social do Pará, a convite do então governador Simão Jatene

## Desempenho eleitoral
| Ano  | Cargo disputado        | Partido | Votos obtidos | Resultado  |
| ---- | ---------------------- | ------- | ------------- | ---------- |
| 2002 | Deputada estadual (PA) | PMDB    | 35.449        | Eleita     |
| 2006 | Deputada estadual (PA) | PSDB    | 47.468        | Eleita     |
| 2010 | Deputada estadual (PA) | PSDB    | 35.336        | Eleita     |
| 2014 | Deputada estadual (PA) | PSDB    | 50.491        | Eleita     |
| 2018 | Deputada estadual (PA) | PSDB    | 41.610        | Eleita     |
| 2020 | Prefeita de Barcarena  | PSDB    | 13.418        | Não eleita |
| 2022 | Deputada estadual (PA) | PSDB    | 55.725        | Eleita     |